# Dave Attwood
Pour les articles homonymes, voir Attwood.

a Compétitions nationales et continentales officielles uniquement.

b Matchs officiels uniquement.
Dernière mise à jour le 27 février 2025.
Dave Attwood, né le 5 avril 1987 à Bristol, est un joueur de rugby à XV international anglais qui évolue en club avec les Bristol Bears. Il joue au poste de deuxième ligne.

## Biographie
Durant l'automne 2010, il fait sa première apparition en équipe nationale contre l'Australie.
En mai 2016, il est convoqué pour disputer deux test-matchs avec les England Saxons les 10 et 17 juin 2016 contre l'équipe d'Afrique du Sud A de rugby à XV.

## Palmarès

### En club
- Vainqueur du Challenge européen en 2020

### Statistiques en équipe nationale
- 24 sélections
- Sélections par années : 2 en 2010, 3 en 2013, 11 en 2014, 6 en 2015 et 2 en 2016
- Tournois des Six Nations disputés : 2014, 2015